# Заряд вибухової речовини

Заряд ВР.JPG

Заряд вибухової речовини, ВР (англ. explosive charge, нім. Sp-rengladung f, Sprengstoffladung f) — певна кількість ВР, підготовлена до вибуху введеним у неї ініціатором.

## Класифікація і характеристики
За конструкцією З. поділяють на розосереджені і суцільні.
- Розосереджений З. — окремі частини (яруси) заряду розділені проміжною забивкою або повітряними проміжками, але всі вони висаджуються одночасно або з внутрішньо-свердловинним сповільненням. Різновидом цього виду З. є заряд-гірлянда — розділені повітряними проміжками патрони ВР на загальній нитці детонуючого шнуру. Готові заряди-гірлянди застосовують при контурному висадженні глибоких свердловин.
- Суцільний З. — суцільна маса ВР або декілька патронів, які безпосередньо примикають один до одного. Залежно від форми розрізняють такі суцільні З.:
  - Зосереджений З. характеризується відношенням висоти до ширини не більше 4:1. Такі заряди застосовуються при формуванні зовнішніх, малокамерних і камерних зарядів, іноді — для шпурових і свердловинних зарядів (для чого попередньо проводиться так зване «прострілювання» свердловин і шпурів).
  - Подовжений З. характеризується відношенням висоти і ширини понад 4:1. Плоскі З. мають форму пластини, ширина якої в багато разів перевищує її товщину.
  - До плоских зарядів наближаються парно-зближені заряди, які розміщуються у парі паралельних свердловин з відстанню між центрами, яка дорівнює 4-6 діаметрів заряду.

Залежно від способу прикладання до висаджуваного об'єкта заряди поділяють на зовнішні і внутрішні:
- Зовнішні (накладні) заряди розташовують безпосередньо на об'єкті, який висаджують, а внутрішні З. — всередині об'єкта (у шпурі, свердловині, камері). Зовнішні застосовують для подрібнення козирків на уступах, при підводних роботах, штамповці, різанні, зміцненні металів;
- Внутрішні заряди — для відбійки мінеральної сировини і наступної переробки, для проведення підземних гірничих виробок, спорудження виїмок і меліоративних каналів.

За призначенням і характером дії розрізняють З. викиду, спушення (дроблення), камуфлетні (внутрішньої дії), та З відколювання:
- Всі З., які виявляють зовнішню дію з утворенням воронки у ґрунті, називаються З. викиду (радіус воронки дорівнює або більше лінії найменшого опору — л.н.о.).
- Коли ґрунт не викидається і зовнішня дія З. обмежується спушенням середовища, його називають З. спушення або дроблення (радіус воронки менше л.н.о.).
- З. внутрішньої дії (камуфлетним З) називається заряд ВР, який при вибухові не завдає видимої дії на відкриту поверхню і утворює у твердій речовині порожнину за рахунок стискання і подрібнення прилеглих до З. шарів середовища.
- З. відколювання спричиняє при вибухові відкол породи біля відкритої поверхні і руйнування навколо З.

## Критичний діаметр заряду
Критичний діаметр заряду — мінімальний діаметр подовженого циліндричного заряду ВР, при якому забезпечується стійка детонація. Якщо діаметр заряду менше за деяку величину dкр, то стійка детонація неможлива. Величина dкр залежить від природи ВР, її густини, величини частинок і міцності оболонки. При заповненні ВР шпуру чи свердловини на всю площу їх перетину, роль оболонки відіграє оточуюча порода.

## Невисаджений заряд (відмова)
Невисаджений заряд (відмова), (рос. отказавший заряд (отказ), англ. misfire, misfired charge, нім. sitzengebliebener Schuss m) — заряд, що не вибухнув і залишився на місці його закладення.